# 후루이치바촌 (기후현 가카미군)
후루이치바촌(古市場村)은 일본 기후현 이나바군에 설치되었던 촌이다. 현재의 가카미가하라시의 일부에 해당한다.